# Polypogon tentacularis
Polypogon tentacularis là một loài bướm đêm trong họ Noctuidae.